# The Adam Project
The Adam Project är en amerikansk science fiction-film från 2022. Den är regisserad av Shawn Levy, med manus skrivet av Jonathan Tropper, T.S. Nowlin, Jennifer Flackett och Mark Levin.
Filmen hade premiär den 11 mars 2022 på streamingtjänsten Netflix.

## Handling
Adam reser tillbaka i tiden för att få hjälp av sitt yngre jag att konfrontera sin bortgångne far.

## Rollista (i urval)
- Ryan Reynolds – Adam Reed
  - Walker Scobell – Adam Reed som ung
- Mark Ruffalo – Louis Reed
- Jennifer Garner – Ellie Reed
- Zoë Saldaña – Laura Shane
- Alex Mallari Jr. – Christos
- Catherine Keener – Maya Sorian